# Махоньков, Александр Яковлевич
Александр Яковлевич Махоньков (1901—1979), представитель высшего руководящего состава системы НКВД и МВД СССР, генерал-майор (лишен звания в августе 1956 г), заместитель начальника Управления милиции г. Москвы, начальник Управления МВД по Тамбовской области.
Родился 28 декабря 1901 года в городе Москве. Русский. Служащий из рабочих. Член ВКП(б)-КПСС — с июля 1925 года.
Образование — высшее военно-специальное и высшее юридическое. Окончил в марте 1923 года 21-е кавалерийские курсы РККА (г. Минск, Минский военный гарнизон) по девятимесячной программе обучения); в сентябре 1927 года — Тверскую кавалерийскую школу по трехлетней программе обучения; в декабре 1936 года — старший курс Ордена Ленина Высшей пограничной школы НКВД СССР (г. Москва) по полуторалетней программе обучения; в конце июня 1941 года — неполный курс той же школы; 28 июля 1953 года — заочно Высшие курсы усовершенствования руководящего состава МВД СССР «в объёме программ высшего юридического учебного заведения».

## Биография
Трудовую деятельность начал в марте 1918 года: до апреля 1918 года — слесарь Инструментального авиационного завода «Москва». На военной службе в советских Вооружённых Силах дважды — с апреля 1918 года по конец января 1942 года и с августа 1942 года и по март 1944 года.

### Гражданская война
Службу начинал в авиационно-воздухоплавательных частях: в апреле 1918 — июне 1919 гг. — последовательно красноармеец 12-го отдельного авиационного дивизиона (Московский авиагарнизон) и 36-го авиационного отряда Южного управления авиации РККА.
В июне 1919 — июне 1920 гг. — сражался против Колчака: в июне—декабре 1919 года — красноармеец 192-го стрелкового Краснознамённого полка 1-й стрелковой бригады 22-й стрелковой дивизии 4-й армии Восточного фронта; в декабре 1919 — июне 1920 гг. — красноармеец 1-го кавалерийского полка красных коммунаров.
В июне 1920 — июле 1922 года — воевал против Врангеля — Махно — Тютюника, участник Советско-польской войны 1919—1921 гг. в составе: 51-го кавалерийского полка 9-й кавалерийской дивизии (Заволжский военный округ и Юго-Западный фронт; 37-го кавалерийского Самарского кавалерийского полка 1-й кавалерийской бригады 7-й кавалерийской Самарской дивизии (Харьковский и Киевский военные округа и Западный фронт).

### 20—30-е годы. В системе ОГПУ-НКВД СССР
В июле 1922 — марте 1923 гг. — курсант 21-х кавалерийских курсов РККА. В марте 1923 — сентябре 1924 гг. — младший командир в рядах личного состава Отдельного кавалерийского эскадрона 4-й стрелковой Смоленской дивизии 5-го стрелкового корпуса Западного военного округа. В сентябре 1924 — сентябре 1927 гг. — курсант военной школы в городе Твери.
С сентября 1927 года — на службе в системе войск ОГПУ СССР. В сентябре 1927 — мае 1931 гг. — в 46-м Ашхабадском пограничном отряде: последовательно командир кавалерийского взвода манёвренной группы и начальник пограничной заставы; в мае 1931 — июле 1932 гг. — помощник коменданта пограничного участника 45-го Мервского пограничного отряда. Принял участие в борьбе с басмачеством. В июле 1932 — мае 1935 гг. — инспектор боевой подготовки Управления пограничных войск Среднеазиатского округа (г. Ташкент, г. Фрунзе).
В мае 1935 — декабре 1936 года — в городе Москве слушатель Старшего курса Высшей пограничной школы НКВД СССР. Приказом НКВД СССР № 193 от 26 марта 1936 года удостоен первичного воинского звания «капитан».
По выпуску приказом НКВД СССР № 1289 от 29 декабря 1936 года назначен начальником штаба 19-го кавалерийского полка внутренней охраны НКВД СССР (Узбекская ССР). В январе 1937 года вступил в должность начальника (коменданта) 14-й Алай-Гульчицкой отдельной пограничной комендатуры войск НКВД СССР (Киргизская ССР). В январе 1938 — декабре 1939 гг. — начальник 67-го Атрекского пограничного отряда (Туркменская ССР). В период с декабря 1939 года и по вторую половину марта 1940 года — начальник 27-го пограничного отряда с местом дислокации сначала в финском посёлке Петсамо, а затем в городе Мурманске. Участник Советско-финской войны 1939—1940 гг. С апреля 1940 года и по май 1941 года — начальник 94-го Сколенского пограничного отряда (Украинская ССР), с марта 1941 года — полковник.
Участник акции по возвращению Венгрии советским правительством свыше сорока трофейных знамён, захваченных царской Россией при подавлении венгерской революции 1848—1849 гг., в обмен на отбывавшего с 1935 года пожизненное заключение в каторжной тюрьме лидера венгерских коммунистов Матьяша Ракоши (1892—1971) 24 марта 1941 года на станции Лавочное Сколевского района Дрогобычской области.
С мая и по конец июня 1941 года — слушатель Высшей школы войск НКВД СССР.

### Великая Отечественная война
С конца июня — начала июля и по 17 октября 1941 года — командир Истребительного батальона УНКВД по г. Москве и Московской области, затем — заместитель начальника 1-го (штаб истребительных батальонов) отделения 4-го (разведка, диверсии и террор в тылу врага) отдела УНКВД по г. Москве и Московской области. 10 октября 1941 года возглавил приданный 33-й армии Резервного фронта сводный боевой отряд подмосковных «ястребков», сформированный из личного состава 32-го Краснопахринского и 40-го Боровского Истребительных батальонов НКВД СССР.
Приказом УНКВД по г. Москве и Московской области № 381сс от 17 октября 1941 года назначен командиром Истребительного мотострелкового полка УНКВД по г. Москве и Московской области. В ноябре—декабре 1941 года лично руководил массированной заброской в тыл врага диверсионных групп.
25 ноября 1941 года успешно организовал оборону деревень Бортниково и Титково. Утром 26 ноября 1941 года в связи со сложившейся тяжелой обстановкой по собственной инициативе объединил под своим командованием действовавшие на Борщевском направлении разрозненные части и подразделения 30-й армии Западного фронта. В ночь с 26 на 27 ноября по приказу штаба армии занял оборону на восточном берегу реки Сестра в районе Нижнево и Усть-Пристань, через два дня отошел на Дмитровское шоссе, где оборонялся до 30 ноября.
С 25 января 1942 года Заместитель начальника Управления рабоче-крестьянской милиции города Москвы (с сохранением воинского звания «полковник»).
21.08.1942 присвоено специальное звание майор милиции (Приказ НКВД СССР № 2669 от 21.08.1942).
С конца августа 1942 по март 1944 гг. — военный комендант города Тбилиси (Закавказский фронт).
10 ноября 1942 года присвоено воинское звание «генерал-майор» (Постановление Совнаркома СССР № 1804).
С марта 1944 года — вновь на службе в органах внутренних дел, но с сохранением воинского звания «генерал-майор».

### Послевоенная служба
- март 1944 — апрель 1947 гг. — заместитель начальника Управления милиции г. Москвы; 2 ноября 1944 года столичная милиция была удостоена ордена Красного Знамени, награду в Кремле получила официальная делегация Управления милиции г. Москвы во главе с генерал-майором Махоньковым;
- с 19 апреля 1947 года по 7 марта 1950 гг. — начальник УМВД по Тамбовской области;
- с июля 1950 года по конец января 1956 года — начальник Краснознамённой местной противовоздушной обороны (МПВО МВД СССР) г. Ленинграда.

С 1949 года по 28 января 1953 года являлся слушателем по заочной форме обучения дислоцировавшихся в Москве Высшей офицерской школы МВД СССР и (с июля 1952 года) Высших курсов усовершенствования руководящего состава МВД СССР.

### Увольнение и лишение звания
Приказом МВД СССР № 1609 от 19 декабря 1955 года снят с должности начальника МПВО г. Ленинграда по причине увольнения в запас «по выслуге лет из-за болезни». Окончательно уволен с военной службы в органах внутренних дел в запас Вооружённых Сил в марте 1956 года.
Приказом МВД СССР № 859 от 4 августа 1956 года формулировка причины увольнения была изменена на увольнение по фактам, дискредитирующим звание лица начсостава. Постановлением Совета Министров СССР № 1204—617 от 27 августа 1956 года с той же формулировкой лишён воинского звания «генерал-майор».
В 60-70-е гг. проживал в городе Москве в одной из квартир дома № 118 по проспекту Мира.
Скончался 5 января 1979 года. Похоронен на Кунцевском кладбище.
Неоднократно избирался в представительные и законодательные органы власти:
- в 1938—1946 гг. — депутат Верховного Совета Туркменской ССР;
- в 1940—1941 гг. — депутат Дрогобычского областного совета депутатов трудящихся Украинской ССР;
- в 1948—1950 гг. — депутат и член исполкома Тамбовского областного совета депутатов трудящихся;
- в 1950—1952 и 1954—1956 гг. — депутат и член исполкома Ленинградского городского совета депутатов трудящихся.

## Семья
- Супруга — Махонькова (в девичестве — Олехнович) Ксения Казимировна (1910—1991).
- Дети:
  - дочери — Диана 1929 года рождения, Алла 1933 года рождения;
  - сын — Георгий 1933 года рождения.

## Награды
Ордена:
- 20 января 1942 года — орден Красной Звезды (Приказ по войскам Западного фронта № 048 от 20.01.1942).
- 13 декабря 1942 года — орден Красного Знамени (Указ Президиума ВС СССР от 13.12.1942).
- 3 ноября 1944 г. — орден Красного Знамени (Указ Президиума ВС СССР от 03.11.1944 № 219/206 — часть 1 из 3).
- Не ранее 1945 года — орден Отечественной войны 1-й степени.
- не ранее 1946 года — орден Ленина.
- Не ранее 1948 года — два ордена Красного Знамени.

Медали:
«За воинскую доблесть. В ознаменование 100-летия со дня рождения В. И. Ленина», «Партизану Отечественной войны» 1-й степени (не ранее 1943 года), «За оборону Москвы», «За оборону Кавказа», «За победу над Германией», «Двадцать лет Победы в Великой Отечественной войне 1941—1945 гг.», «Тридцать лет Победы в Великой Отечественной войне 1941—1945 гг.», «20 лет РККА», «30 лет Советской Армии и Флота», «50 лет Вооружённых Сил СССР», «60 лет Вооружённых Сил СССР», «В память 800-летия Москвы».
Почетные знаки:
- «Заслуженный работник НКВД» (не ранее 1943 года)
- «25 лет Победы в Великой Отечественной войне 1941—1945 гг.» (1970 г.).